# Laura Bou i Saumell
Laura Bou i Saumell   (Sabadell, 25 de juliol de 1990) és una atleta catalana especialitzada en 400 metres llisos. Fou seleccionada per la Federació Espanyola d'Atletisme per participar al Campionat del Món d'Oregon del 2022 en la prova dels 4x400 metres relleus, tot i que finalment va ser suplent.
El seu debut amb la selecció espanyola va ser l'any 2023 on va participar en la Diamond League d'Olso a la prova del 4x400m femení metres ontenint la tercera posició. En aquell mateix any va participar també a la Copa d'Europa de Nacions a Silèsia amb l'equip de 4x400m mixt on finalment va ser suplent.. L'any 2024 participar com a suplent al Campionat del Món de Relleus a Bahames i al Campionat d'Europa a Roma amb l'equip 4x400m femení.
Va ser Campiona de Catalunya Absoluta l'any 2023 i 2024 en Pista Coberta i Aire lliure. Va establir el Rècord de Catalunya Absolut en Pista Coberta 4x400m amb l'equip Avinent Manresa juntament amb Meritxell Tarragó, Marina Guerrero i Xènia Pubill al febrer de 2023..
Va representar la selecció catalana al Campionat d'Espanya de Federacions els anys 2016, 2017, 2018, 2022, 2023 i 2024. L'any 2023 va establir el Rècord de Catalunya Absolut de 4x400m mixte amb la selecció catalana a Granollers juntament amb Pau Fradera, David Fradera i Meritxell Tarragó.
La seva millor marca és de 52''91 segons aconseguida l'11 de juny de 2023, a la final de la Lliga Iberdrola espanyola de Divisió d'Honor.

## Palmarès
Campionats de Catalunya
- 2024: Campiona de Catalunya aire lliure i pista coberta en 400m
- 2023: Campiona de Catalunya aire lliure i pista coberta en 400m
- 2022: Subcampiona de Catalunya en aire lliure i pista coberta en 400m
- 2021: Bronze en Campionat de Catalunya aire lliure en 400m
- 2019: Bronze en Campionat de Catalunya aire lliure en 400m
- 2017: Subcampiona de Catalunya en pista coberta i bronze en aire lliure en 400m
- 2016: Subcampiona de Catalunya en aire lliure en 400m

Selecció Espanyola:
- Campionat d'Europa a Roma 2024 4x400m femení
- Mundial de Relleus a Bahames 2024 4x400m femení
- Diamond League de Oslo 2023 4x400m femení
- Copa d'Europa de Nacions a Silèsia 2023 4x400m mixte
- Campionat del Món a Oregon 2022 4x400m femení

Rècords:
- Rècord de Catalunya Absolut 4x400m en pista coberta (2022)
- Rècord de Catalunya Absolut en 4x400m mixte aire lliure (2023)